# Landsnora kvarn och såg

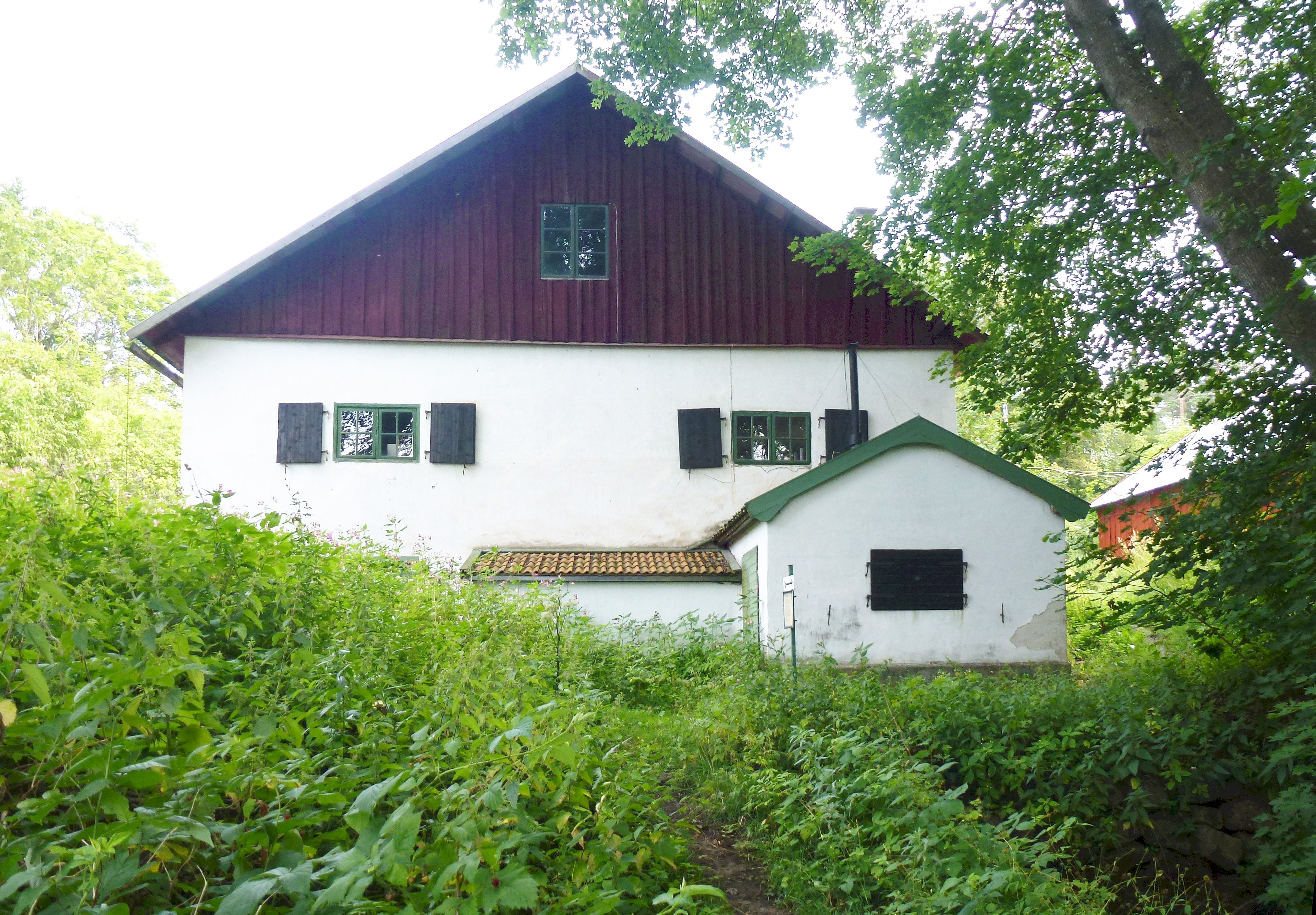
Landsnora kvarn och såg. I lilla byggnaden står tändkulemotorn (sågen syns till höger).

Landsnora kvarn och såg ligger i Sollentuna kommun vid Landsnoravägen intill Edsvikens nordöstra strand. På platsen har det funnits en kvarn i mer än 400 år, men någon gång under den senare delen av 1500-talet övergavs denna. Man vet inte när kvarnen byggdes eller varför man slutade använda den. Man byggde emellertid en ny kvarn på samma plats kort tid efter detta. Kvarnen samt ett intilliggande sågverk nyttjades in på 1950-talet. Sågen, kvarnen och området bildar en värdefull helhetsmiljö. 

## Kvarnen

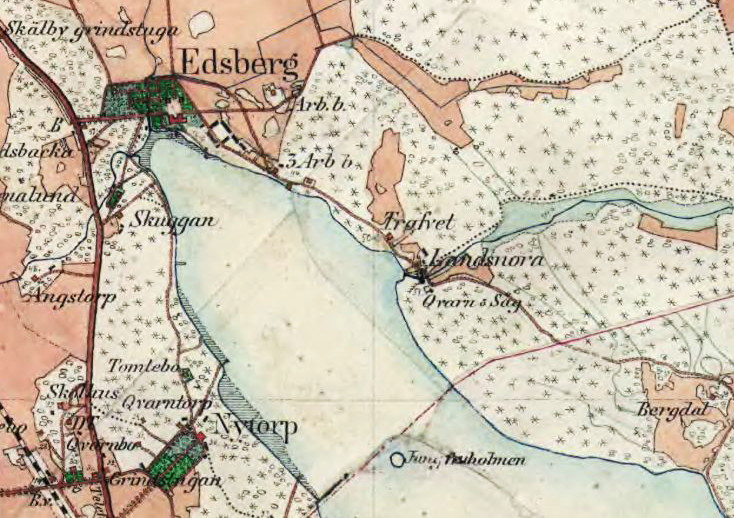
Landsnora "Qvarn o. Såg" 1901.

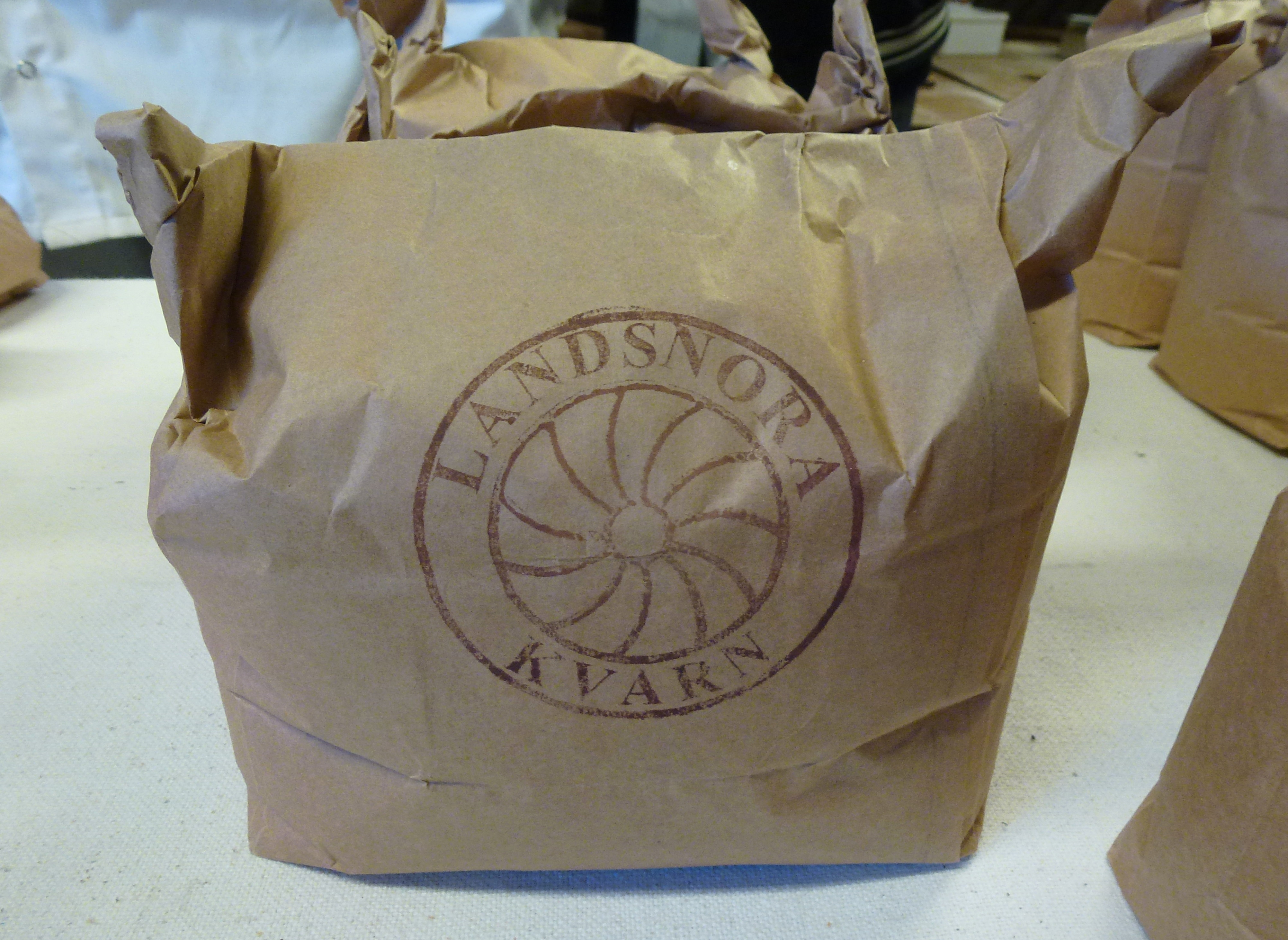
En mjölpåse från Landsnora kvarn.

Den som lät bygga kvarnen var proviantmästare och fogden Henrik Olofsson, samma man som även lät uppföra Edsbergs gård, föregångaren till Edsbergs slott, han grundade även Edsbacka krog  1626. Man vet inte med bestämdhet när Landsnora kvarn byggdes, men de bärande bjälkarna i byggnaden är tillverkade 1632. År 1638 ägde greven Gabriel Bengtsson Oxenstierna Edsbergs gård och kvarnen. Han hade under första hälften av 1630-talet börjat köpa upp stora markområden i Sollentuna socken. Det finns inte mycket fakta om de första mjölnarna som arbetade på Landsnora kvarn men från 1714 kan man följa dem i kyrkböckerna. Idag är Landsnora kvarn Sollentunas äldsta profana byggnader.

## Sågen
En "behovssåg" (avsedd enbart för gårdens behov) omnämns första gången i 1807 års jordebok. Nuvarande såghus i rödmålade bräder uppfördes vid 1800-talets mitt. 1862 noterades att sågen drevs av ett överfallshjul (vattnet påförs uppifrån) med 3,5 meters diameter. Vattnet leddes fram i en 13 meter lång täckt ränna. Sågen hade ursprungligen en stående enbladig ramsåg. Man sågade bräder och balkar. Senare moderniserades sågen med vattenturbin och cirkelsåg. På 1920-talet drevs sågen och kvarnen av en tändkulemotor av fabrikat Drott från Motorfabriken Pythagoras i Nortälje. Motorn tillverkades 1924 och utvecklar 30 hk vid 375 varv/minut.

## Nedläggning och upprustning
Fram till år 1924 tillhörde kvarnen Edsbergs slott som då ägdes av familjen Rudbeck. Den siste mjölnaren var Robert Carlsson som friköpte kvarnen 1924 och drev den samt det intilliggande sågverket in på 1950-talet. Efter detta fick anläggningen förfalla tills kommunen 1983 övertog området och renoverade exteriören. Efter detta har hembygdsföreningen successivt rustat upp interiören. Man har som mål att återställa kvarnen i det skick den hade vid nedläggningen. Kvarnen drevs av ett vattenhjul fram till på 1920-talet då en Drott tändkulemotor inköptes som drivkälla. Trots att tändkulemotorn främst användes till sågverket var det den som togs när kvarnen var igång ett par gånger per år. Främsta anledningen var att vattenhjulet saknas i kvarnen. Ett nytt vattenhjul finns dock sedan år 2010 i sågen.
I omgivningen finns mjölnarstugan och ytterligare två stugor bevarade. Kvar finns även kvarndammen, den stensatta rännan och dammportarna.

## Bilder
Kvarnen, exteriör

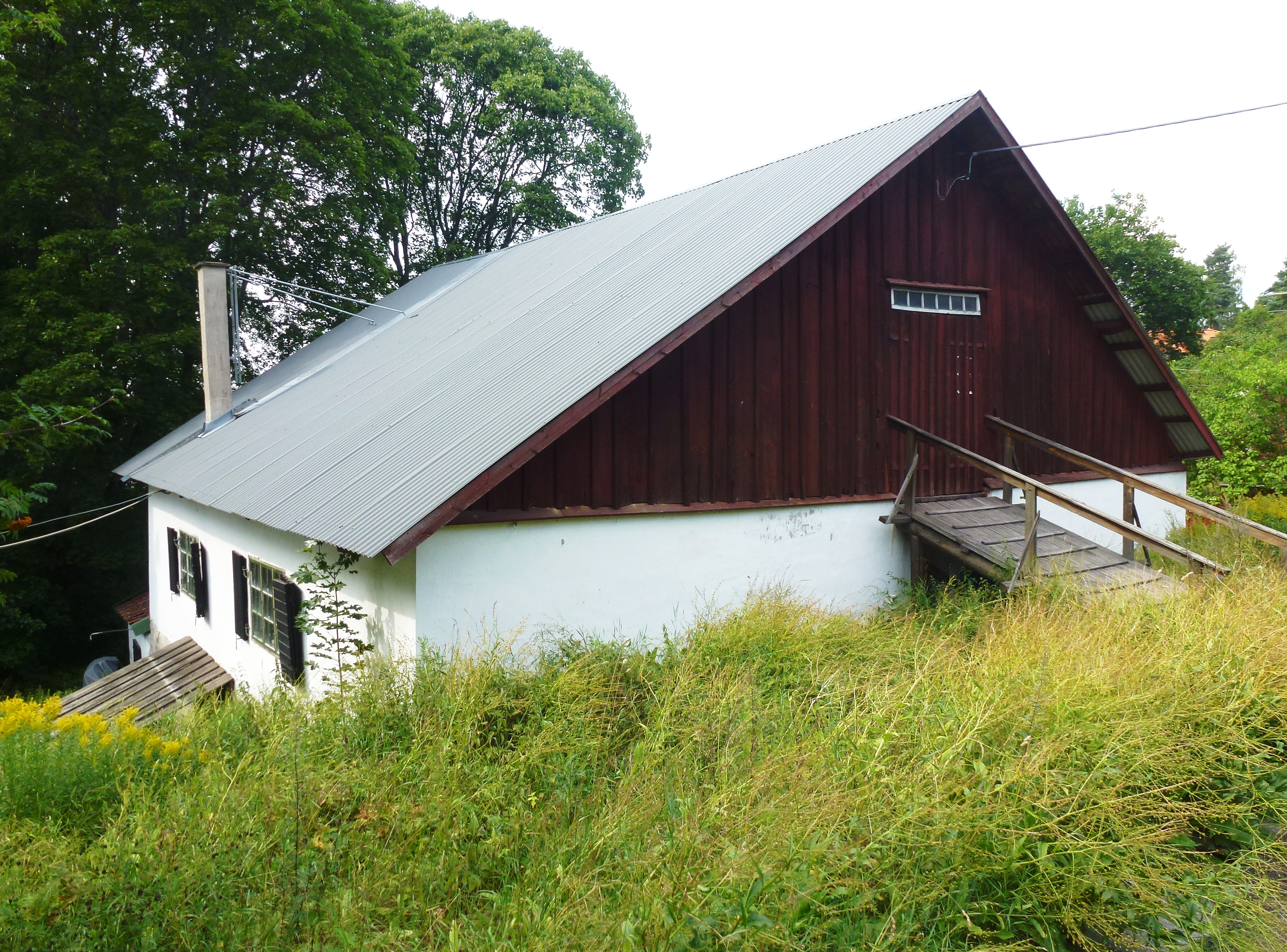
Kvarnbyggnaden
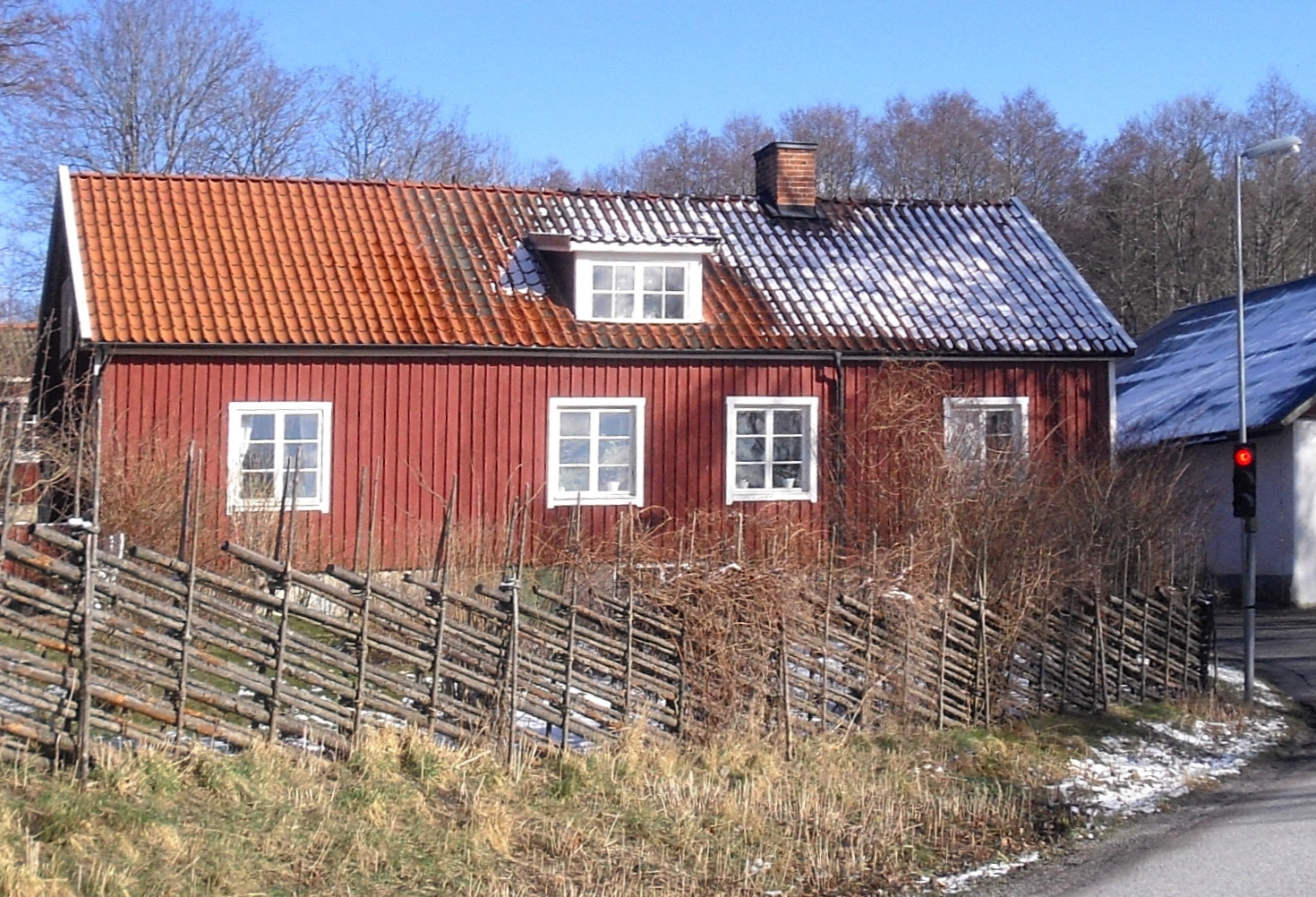
Mjölnarstugan
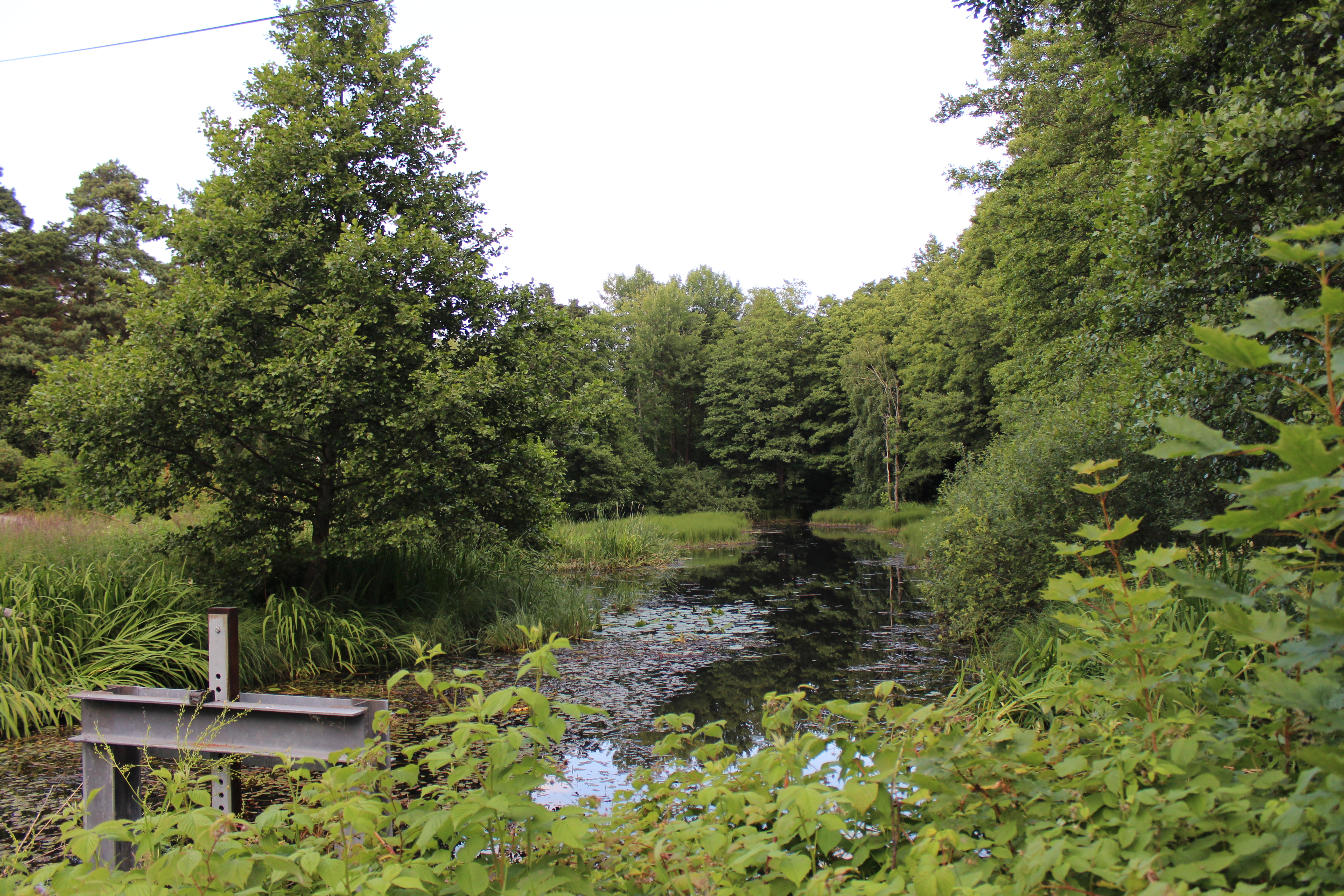
Kvarndammen
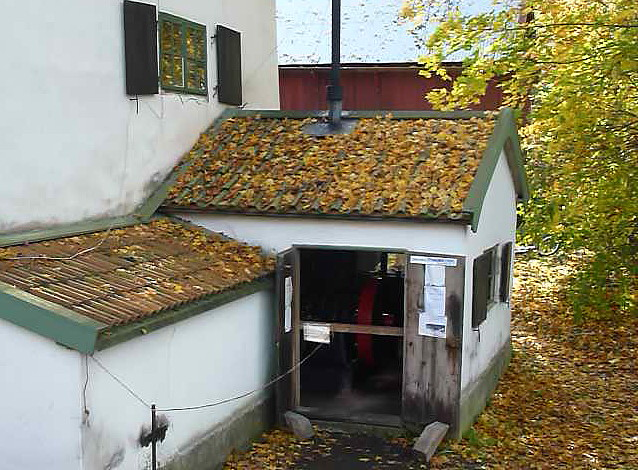
Byggnaden för tändkulemotorn

Kvarnen, interiör

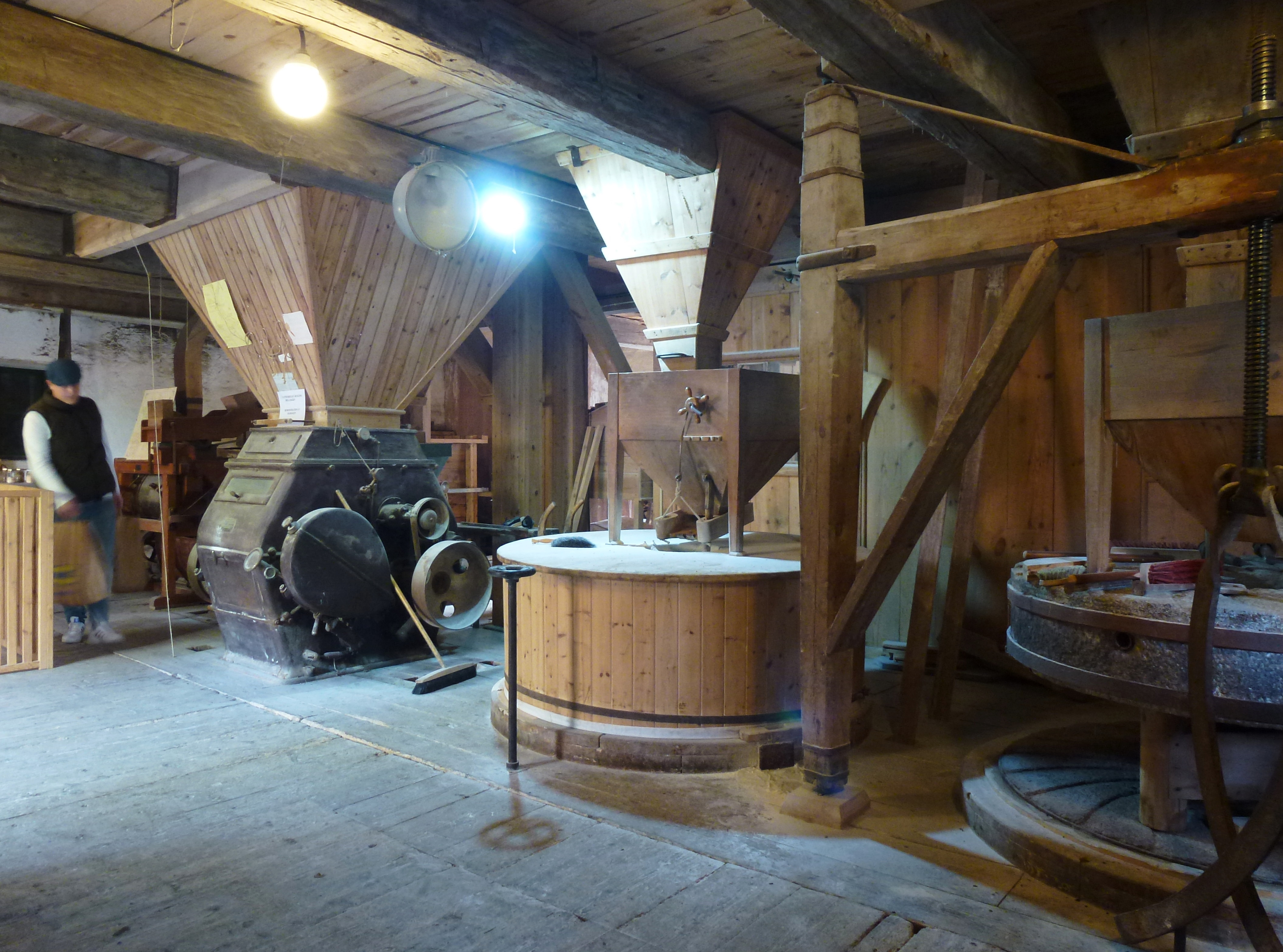
Malningen
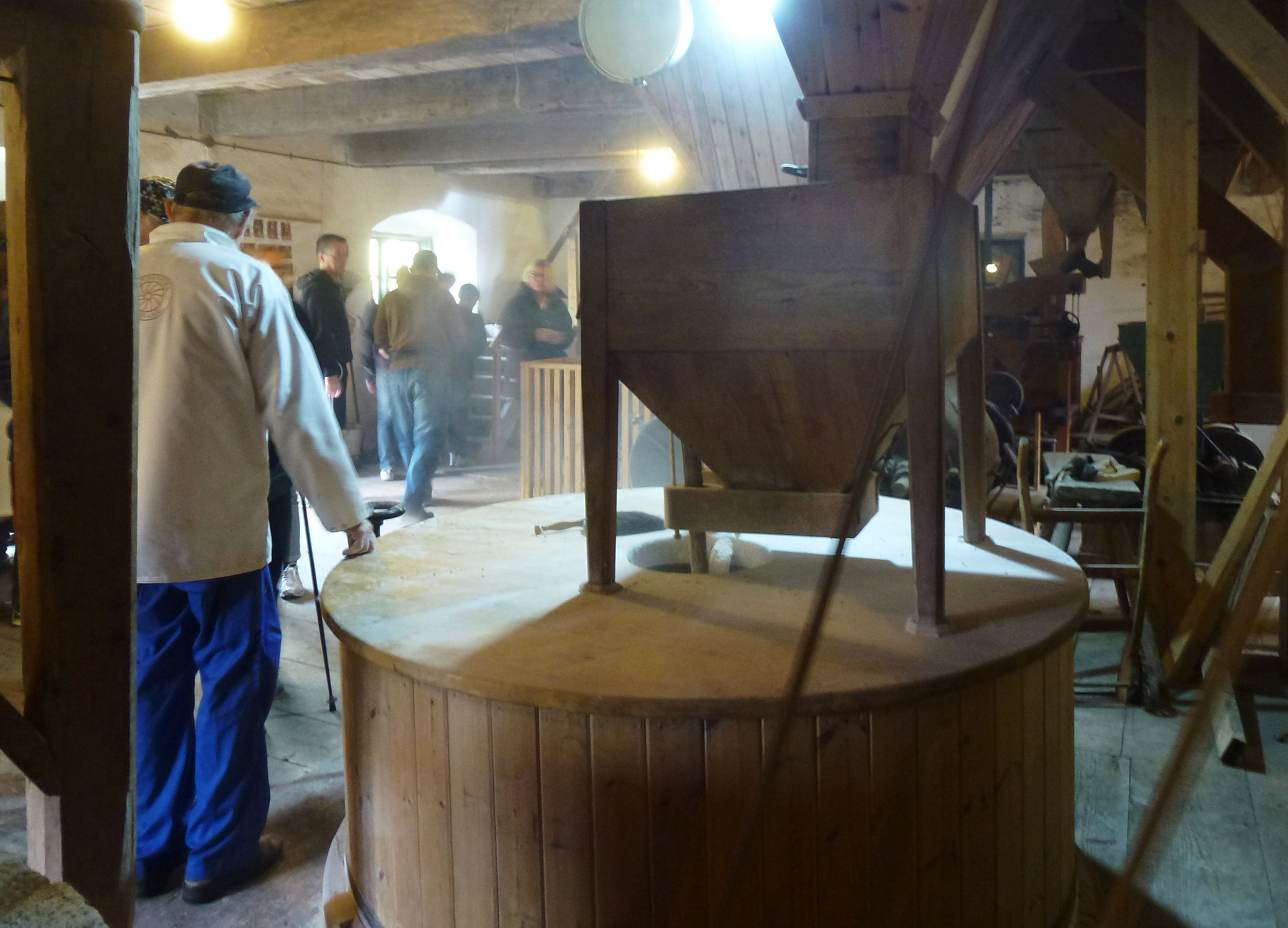
Malningen
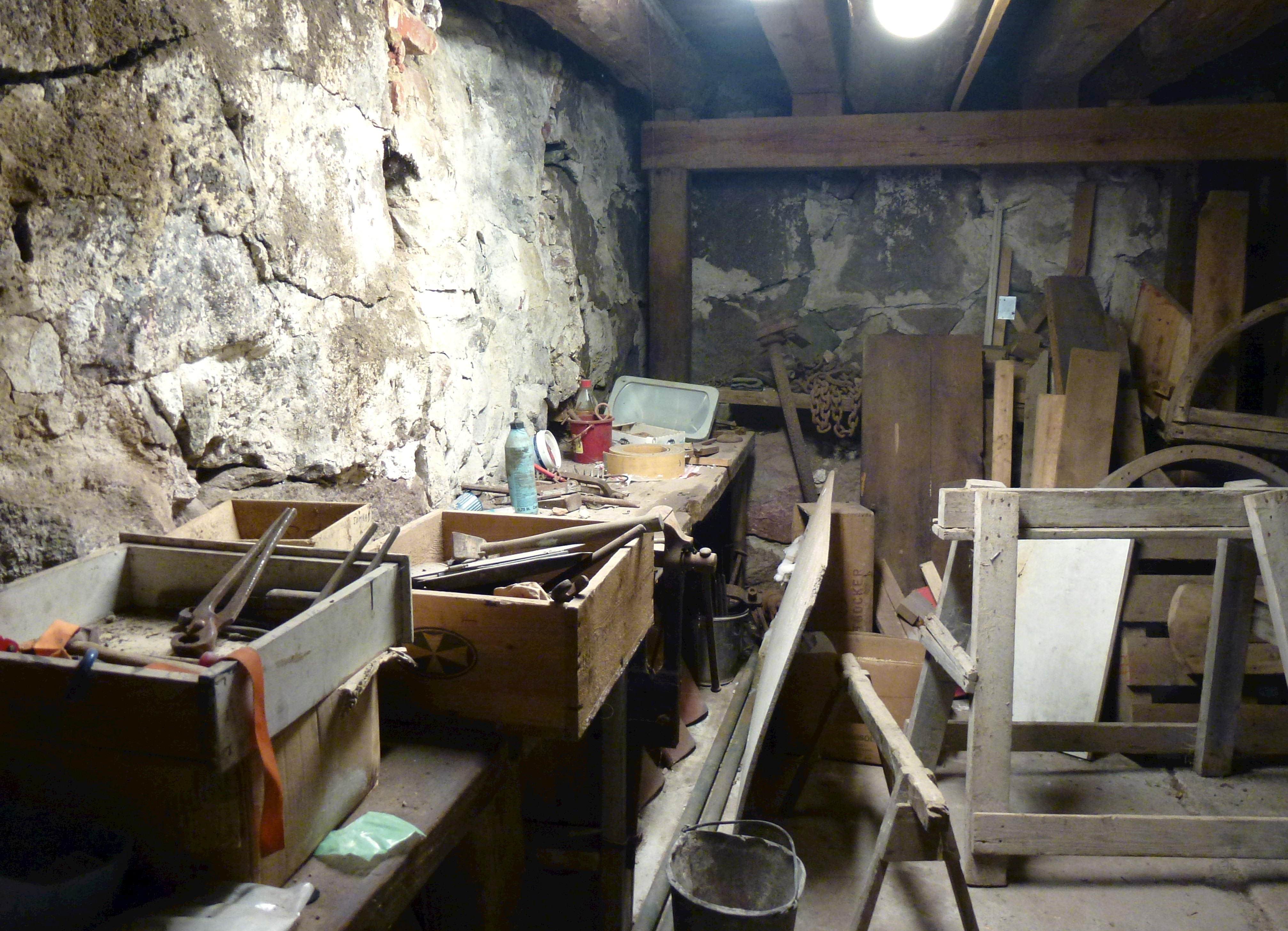
Verkstad
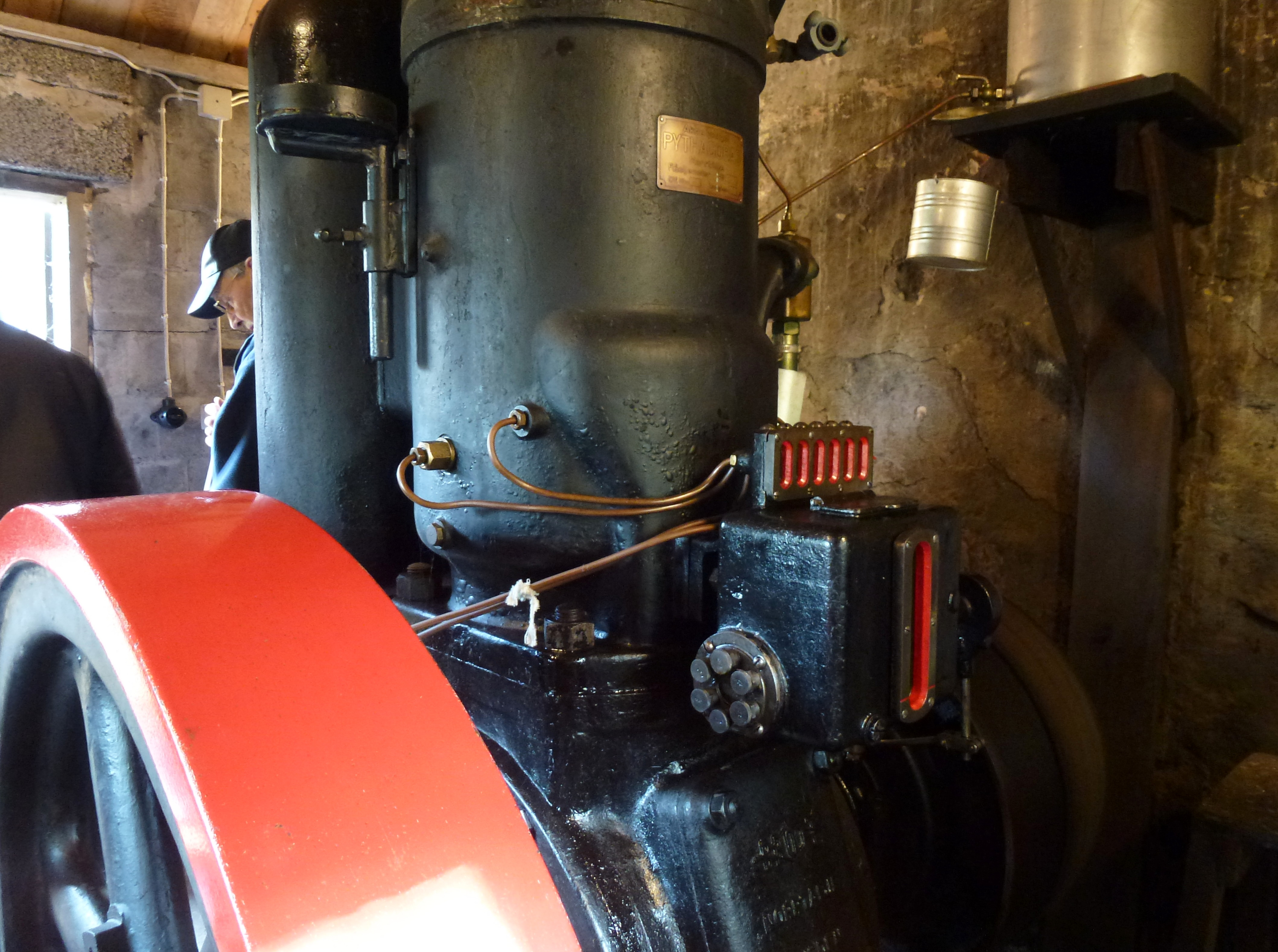
Tändkulemotorn

Sågen, exteriör

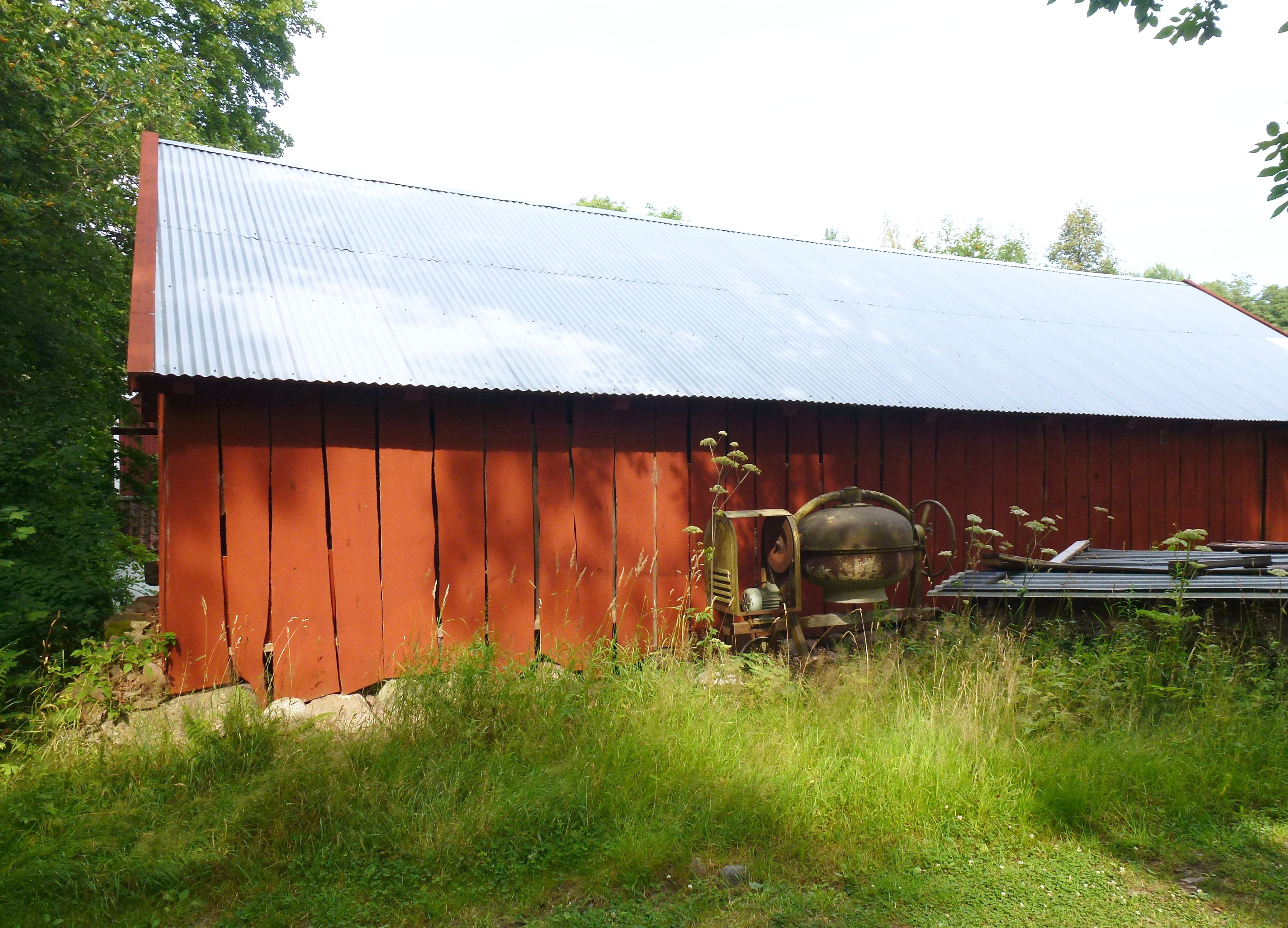
Sågen
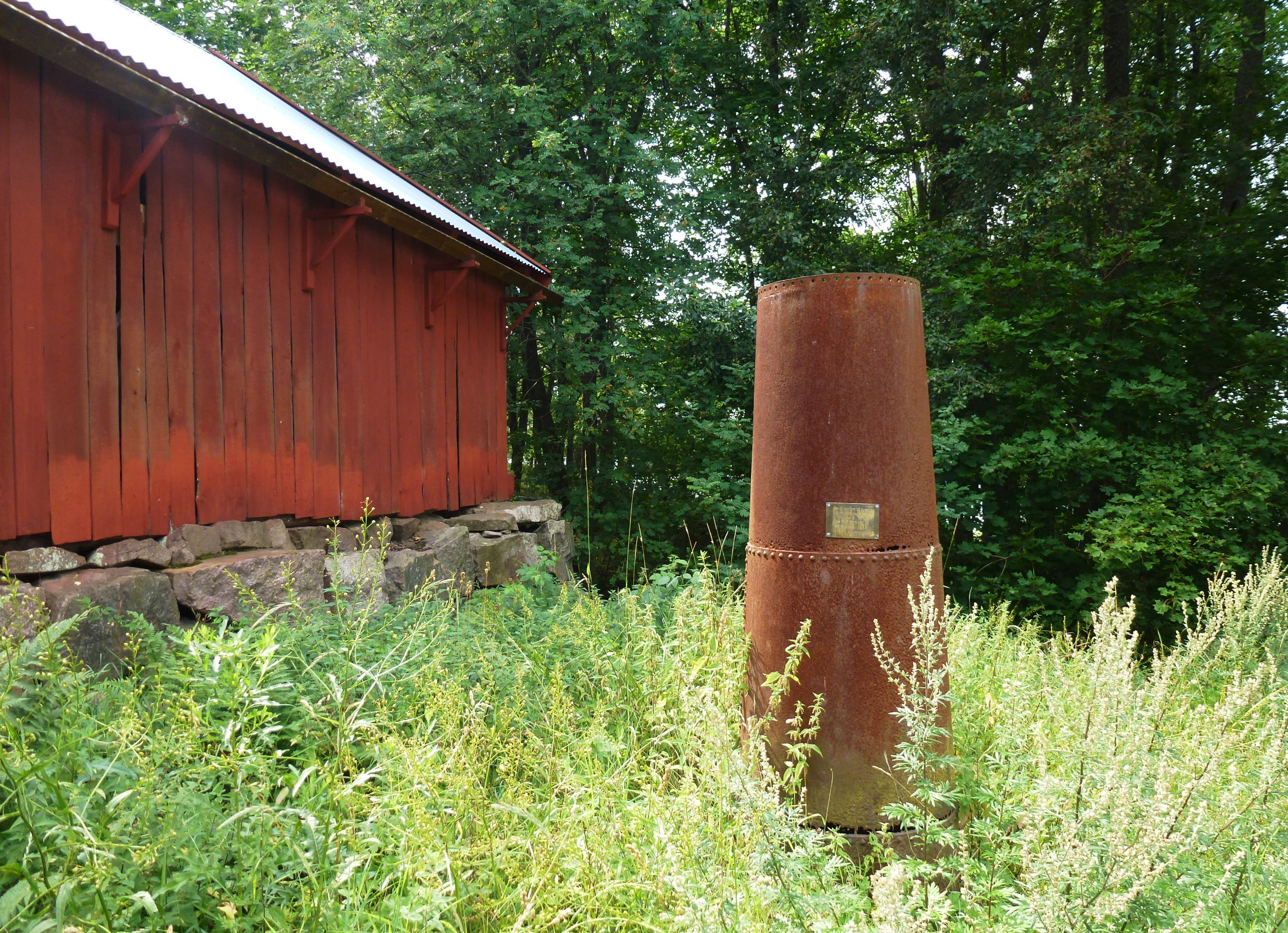
Sågen och sugröret
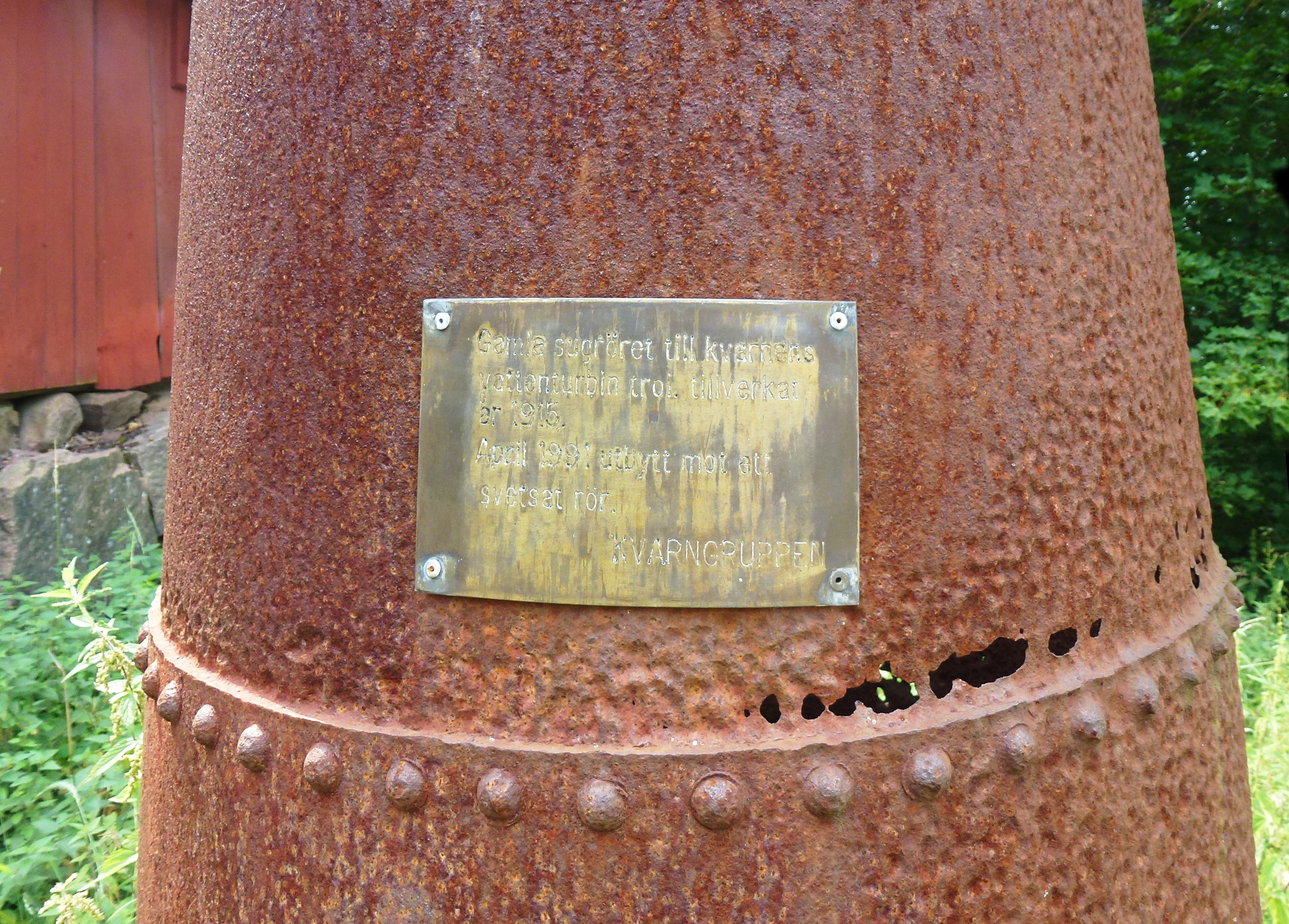
Sugröret till vattenturbinen
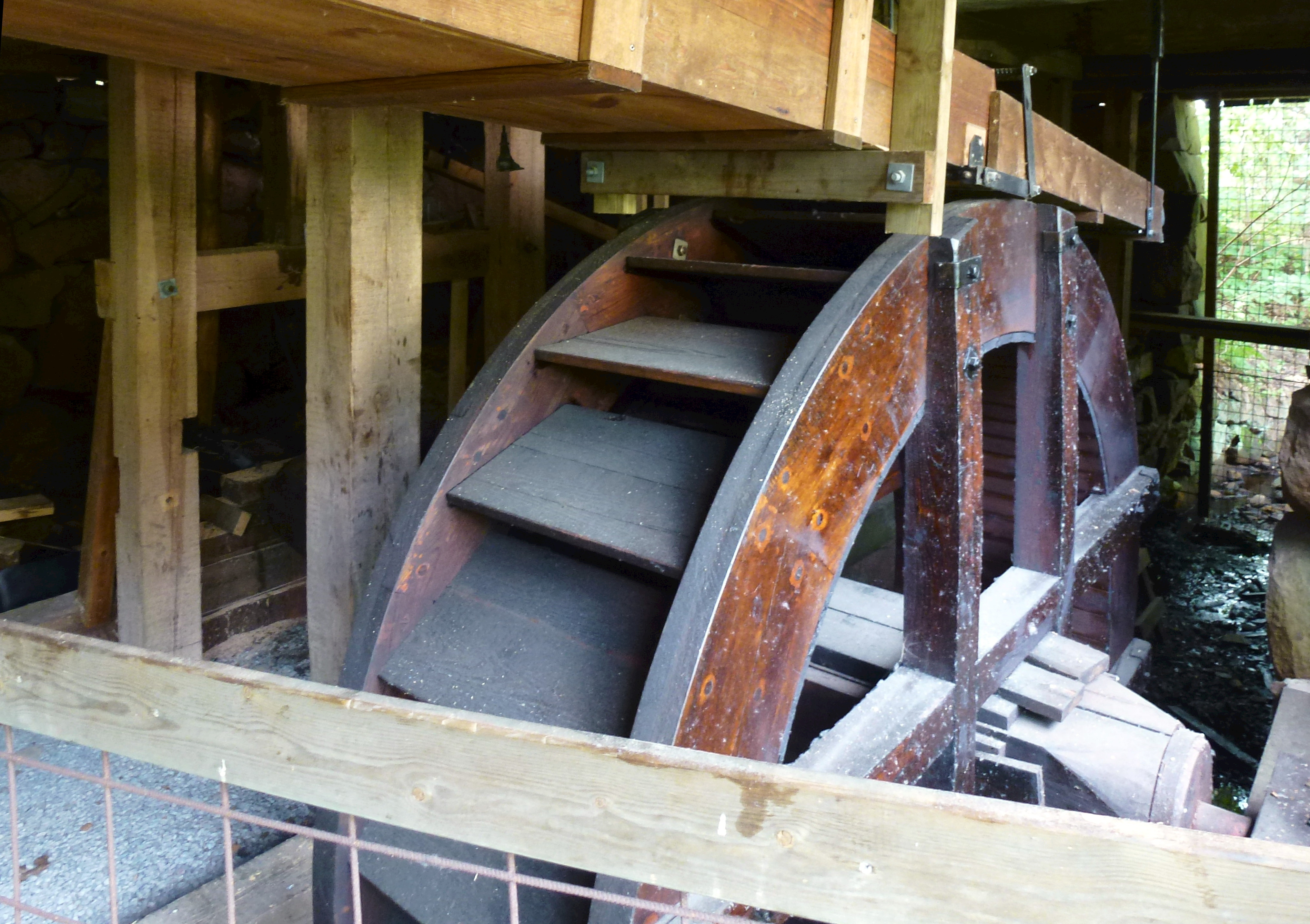
Vattenhjulet

Sågen, interiör

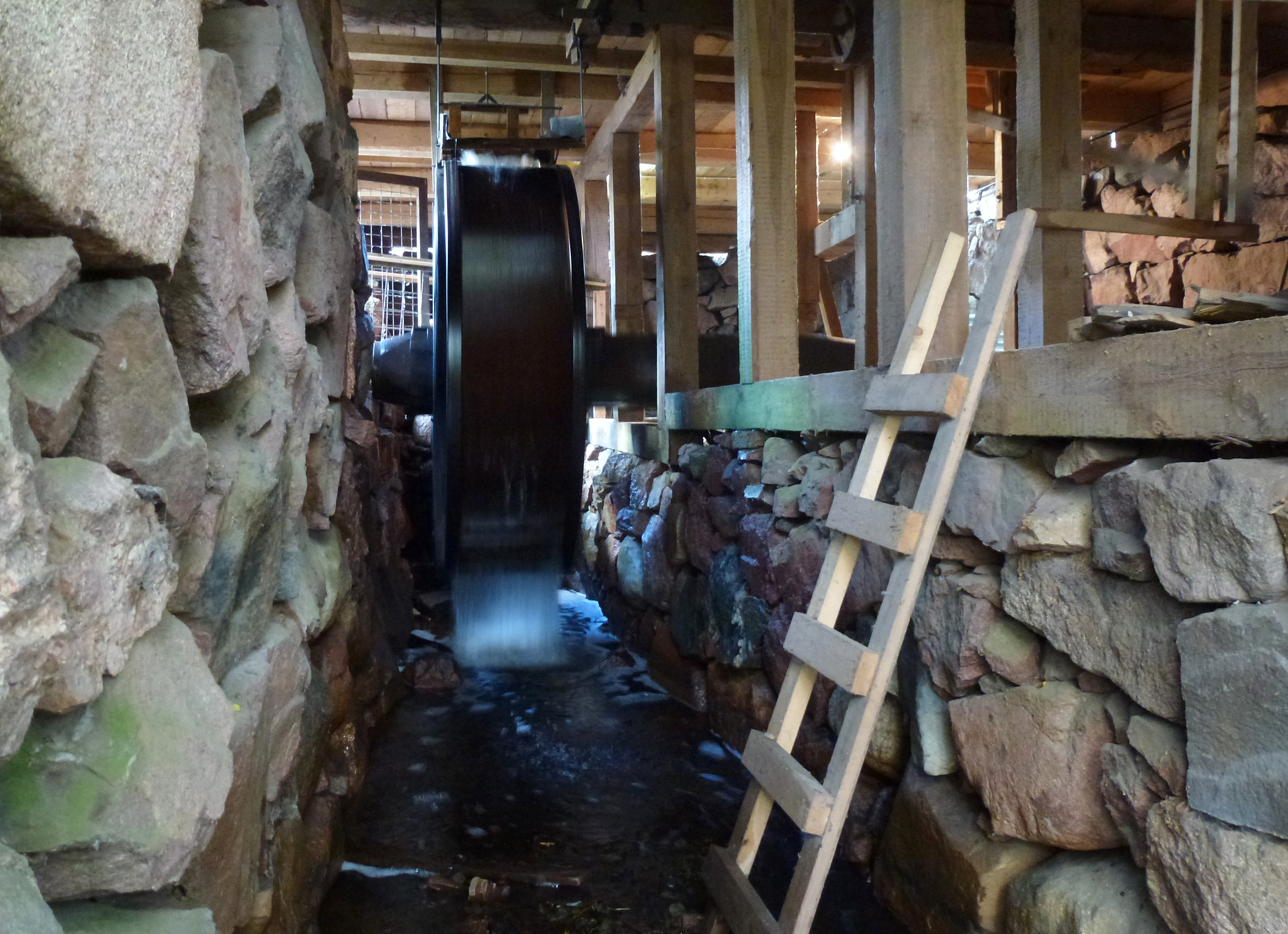
Vattenhjulet igång
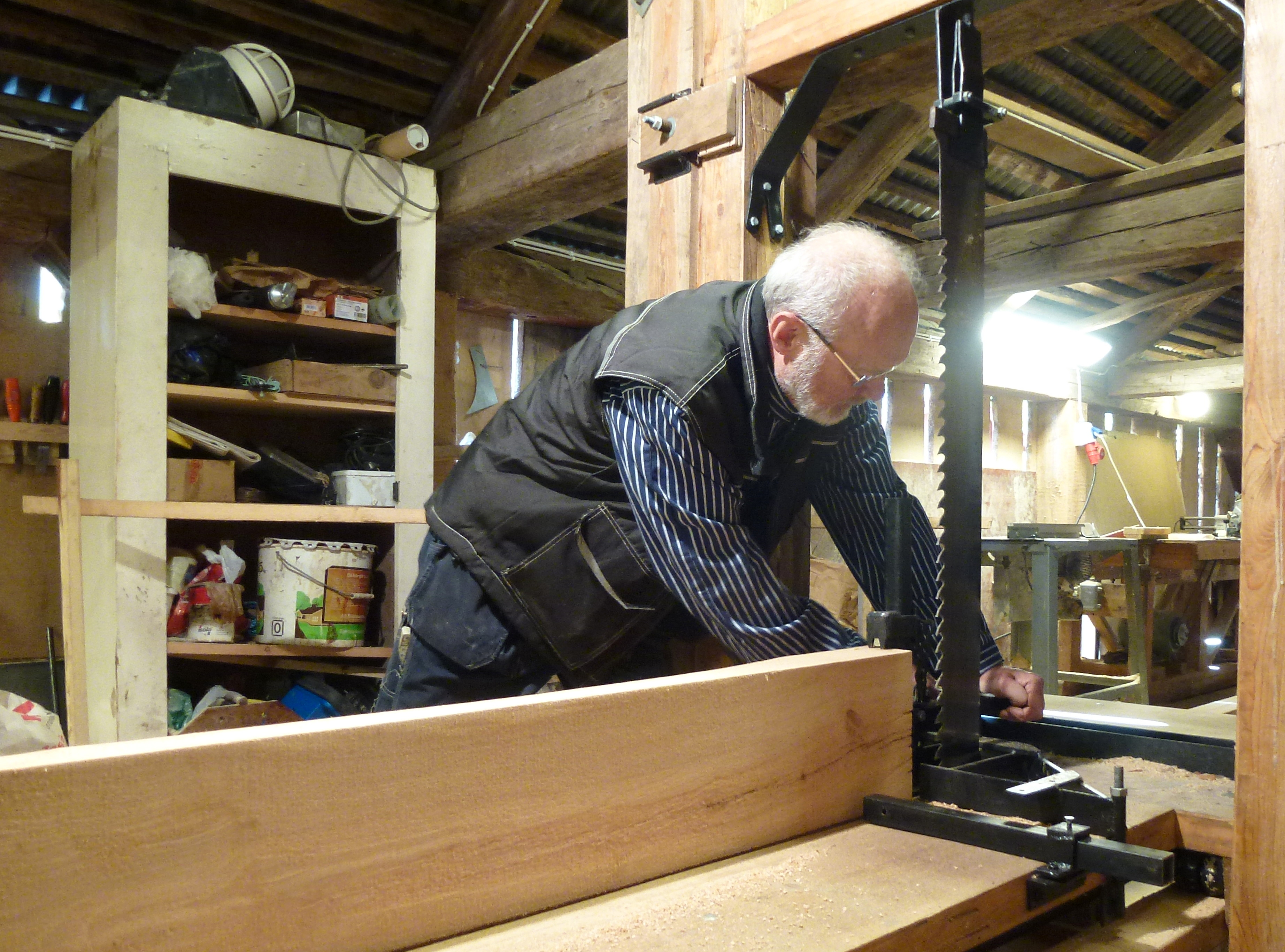
Ramsågen
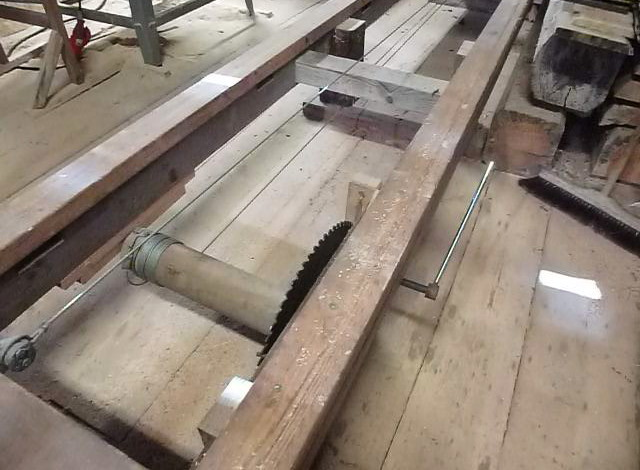
Transportören
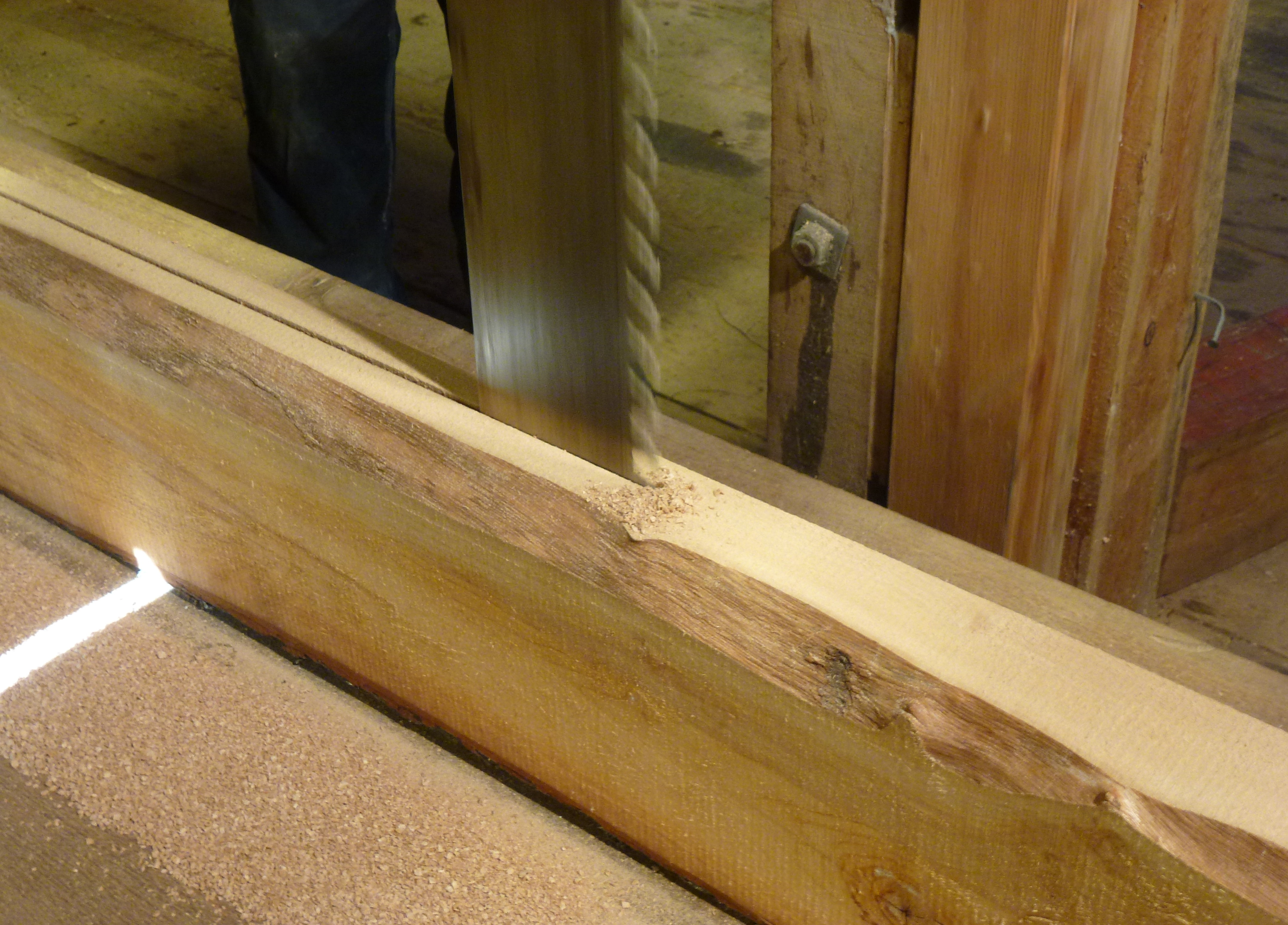
Sågbladet

## Video
- Landsnora såg - en vattendriven ramsåg i Sollentuna
- Landsnora kvarn - en mjölkvarn som drivs av en tändkulemotor